# Albert Sidney Johnston
Albert Sidney Johnston (2 tháng 2 năm 1803 – 6 tháng 4 năm 1862) là sĩ quan quân đội Hoa Kỳ. Thời Nội chiến Hoa Kỳ, tổng thống Liên minh miền Nam Jefferson Davis trọng vọng Johnston, xem ông là viên chỉ huy giỏi nhất của miền Nam lúc bấy giờ và trao chức tướng thống lĩnh quân đội. Nhưng Johnston bị bắn chết tại trận Shiloh năm 1862. Ông là sĩ quan cao cấp đầu tiên tử trận trong cuộc nội chiến.